# Malyj Uzen'
Il Malyj Uzen' (in russo Малый Узень?; in kazako Кіші Өзен, Сарыөзен?, Kişi Äzen, Saryäzen) è un fiume della steppa che scorre nell'oblast' di Saratov, in Russia, e nella Regione del Kazakistan Occidentale, in Kazakistan.

## Descrizione
Il fiume nasce nel distretto Eršovskij della regione di Saratov, a nord della città di Eršov. Ci sono diversi piccoli laghi nella parte alta del fiume che scorre parallelo al Bol'šoj Uzen' e, come quest'ultimo, si perde nelle sabbie che circondano i laghi Kamyš-Samarskie (in Kazakistan). Ha una lunghezza di 638 km, l'area del suo bacino è di 13200 km². Il suo maggior affluente è il Panika. Lungo il suo corso (in Russia) tocca il villaggio di Piterka.